# Лиги, Юрген
Юрген Лиги (эст. Jürgen Ligi; род. 16 июля 1959, Тарту, Эстонская ССР) — эстонский политический и государственный деятель. Член Партии реформ. Министр финансов Эстонии с 23 июля 2024 года. В прошлом — министр иностранных дел Эстонии (2016).

## Биография
Занимает пост заместителя председателя Партии Реформ и является одним из её основателей.
С 10 октября 2005 по 5 апреля 2007 занимал пост министра обороны Эстонии. С 4 июня 2009 по 3 ноября 2014 занимал пост министра финансов. В апреле 2015 года был назначен на пост министра образования и науки Эстонии. 12 сентября 2016 года был назначен на пост министра иностранных дел Эстонии.
12 сентября 2016 года назначен министром иностранных дел Эстонии. Правительство ушло в отставку 23 ноября.
Назначен министром финансов Эстонии в правительстве под руководством премьер-министра Кристена Михала, приведённом к присяге 23 июля 2024 года.

## Образование
- 1977 — Тартуская 2-я средняя школа
- 1977—1982 — Тартуский университет (Факультет географии)
- 1989—1993 — Тартуский университет (Внешняя экономика)
- 1994—1996 — Эстонская школа бизнеса

## Признание и скандалы
Международный экономический журнал The Banker, проведя исследование среди банкиров и экономистов, выбрал Юргена Лиги лучшим министром финансов Европы 2010 года.
В октябре 2010 года международное издание Emerging Markets назвало Юргена Лиги лучшим министром финансов года развивающейся Европы.
Лиги известен своими несдержанными высказываниями. В интервью на Канале 2 в передаче «Репортер» министр финансов Юрген Лиги, в частности, сказал, что женщинам в Эстонии приходится несладко, ведь мужчины в стране живут на 11 лет меньше и дамам постарше приходится доживать свой век в одиночестве. «Лучше все же вовремя отправиться к праотцам» — посоветовал министр.
В октябре 2014 года Лиги назвал в комментарии в Facebook министра образования и науки Эстонии Евгения Осиновского «сыном иммигранта из розовой партии» (то есть, из Социал-демократической партии Эстонии). После разразившегося скандала был вынужден подать в отставку с поста министра финансов.